# Alix von Melle
Alix von Melle (* 1. September 1971 in Hamburg) ist mit sieben bestiegenen Achttausendern die erfolgreichste deutsche Höhenbergsteigerin.

## Leben
Alix von Melle wuchs als drittes von vier Kindern einer Berufsschullehrerin und eines Kaufmanns in Ahrensburg auf. Nach dem Abitur studierte sie Geografie in Hamburg und ab Ende 1992 an der Ludwig-Maximilians-Universität München. Einige Jahre leitete sie die Geschäftsstelle des Bayerischen Landesverbandes des Deutschen Alpenvereins. Heute arbeitet sie in der Presse- und Öffentlichkeitsabteilung der Münchner Globetrotter-Filiale und lebt in Höhenkirchen-Siegertsbrunn. Ab 2011 war sie mit dem 2023 verstorbenen Ausnahmebergsteiger Luis Stitzinger verheiratet. Auch nach Stitzingers Tod hat Alix von Melle das Bergsteigen nicht aufgegeben.

## Bergsteigen
Alix von Melle kam über das Skibergsteigen zum Bergsport, heute ist sie Fachübungsleiterin Skihochtouren. 2001 konnte sie als erste deutsche Frau über die Südwand (Franzosenroute mit Slowenen- und Messner-Variante  (VI+)) auf den Aconcagua (6961 m) steigen. Ein Jahr später folgte der Muztagata (7509 m). 2004 konnte sie die Ama Dablam (6814 m) über den Südwestgrat (VI) sowie den Huascaran Norte (6652 m) besteigen. 2005 gelang ihr der Gipfel des Denali  (6190 m). Auf den Gipfel des Pik Lenin (7134 m) stieg von Melle 2007.

### Achttausender
| Nr. | Datum         | Berg          | Höhe (m) | Route                            | Anmerkung                                                        |
| --- | ------------- | ------------- | -------- | -------------------------------- | ---------------------------------------------------------------- |
| 1   | 29. Juni 2006 | Gasherbrum II | 8.034    | Südwestsporn (III), Banana-Ridge |                                                                  |
| 2   | 21. Juni 2008 | Nanga Parbat  | 8.125    | Kinshofer Route (V)              | Mit Helga Söll zusammen zweite deutsche Frau am Gipfel           |
| 3   | 18. Mai 2009  | Dhaulagiri    | 8.167    | Nordostgrat (II)                 | Mit Helga Söll zusammen zweite deutsche Frau am Gipfel           |
|     | Mai 2010      | Makalu        | 8.485    | Franzosenroute                   | Umkehr auf 8050 Metern wegen Kälte                               |
| 4   | 2. Okt. 2010  | Cho Oyu       | 8.188    | Tichy-Route                      |                                                                  |
| 5   | 25. Juli 2011 | Broad Peak    | 8.051    | Westgrat und Westflanke          |                                                                  |
|     | Mai 2012      | Manaslu       | 8.163    | Nordostflanke und Nordostgrat    | Umkehr auf 7990 Metern wegen eines Gewitters                     |
| 6   | 1. Mai 2012   | Shishapangma  | 8.027    | Nordgrat                         |                                                                  |
|     | Mai 2014      | Makalu        | 8.485    | Franzosenroute                   | Umkehr auf 8250 Metern wegen starker Symptome von Höhenkrankheit |
| 7   | 30. Sep. 2017 | Manaslu       | 8.163    | Nordostflanke und Nordostgrat    |                                                                  |

## Werk
- Leidenschaft fürs Leben. Zusammen mit Luis Stitzinger. Malik-Verlag, München/Berlin 2015, ISBN 978-3-89029-442-1.